# Подрхтавање 4: Легенда почиње
Подрхтавање 4: Легенда почиње (енгл. Tremors 4: The Legend Begins) амерички је вестерн хорор филм из 2004. године, редитеља С. С. Вилсона, са Мајклом Гросом, Саром Ботсфорд, Брентом Роамом и Билијем Дрејгом у главним улогама. Преднаставак је филма Подрхтавање (1990), као и четврто остварење у овом филмском серијалу. Радња прати Хирама Гамера, претка лика ког је Мајкл Грос тумачио у претходним деловима.
Продукцијска кућа Јуниверсал пикчерс дистрибуирала је филм директно на видео 2. јануара 2004. За сврху промоције филма направљена је и веб-игрица Прљави змајеви, која је објављена истог дана. Иако је званични сајт игрице угашен, она је и даље доступна на другим сајтовима. Филм је добио помешане оцене критичара, нешто слабије у односу на претходна остварења.
Једанаест година касније снимљен је нови наставак под насловом Подрхтавање 5: Крвне везе.

## Радња
Године 1889. становнике Реџекшна (који је касније преименован у Перфекшн) тероришу џиновски црви, који су у стању да их у тренутку прождру. Хирам Гамер, власник рудника у овом граду, долази да помогне његовим становницима у борби против црва.

## Улоге
| Глумац           | Улога          |
| ---------------- | -------------- |
| Мајкл Грос       | Хирам Гамер    |
| Сара Ботсфорд    | Кристина Лорд  |
| Били Дрејго      | Блек Хенд Кели |
| Брент Роам       | Хуан Падиља    |
| Август Шеленберг | Текопа         |
| Џ. Е. Фриман     | Мигел          |
| Минг Ло          | Пјонг Лин Ченг |
| Лидија Лук       | Лу Ван Ченг    |
| Сем Ли           | Фу Јен Ченг    |
| Нил Копит        | Виктор         |
| Метју Сет Вилсон | Брик Волтерс   |
| Дон Рафин        | Соги           |